# Перифраз
Перифра́з, также перифра́за (от др.-греч. περίφρασις «описательное выражение; иносказание»: περί «вокруг, около» + φράσις «высказывание») — непрямое, описательное обозначение объекта на основе выделения какого-либо его качества, признака, особенностей, например, «голубая планета» вместо «Земля».

## Классификации перифразов
Хотя некоторые исследователи рассматривают перифраз как вид тропа, не все согласны с этой позицией. По мнению И. Б. Голуб, к тропам следует относить только образные перифразы, носящие метафорический характер, в то время как перифразы необразные (другие авторы называют их «логическими»), в которых сохраняется прямое значение образующих их слов, не являются тропами. Например, из двух перифразов, обозначающих А. С. Пушкина, — «солнце русской поэзии» и «автор „Евгения Онегина“» — лишь первый является образным.
Указанное деление близко к разделению перифразов по способу образования на метафорические и метонимические. Критерием разделения является использование одного или нескольких слов, составляющих перифраз, в переносном значении. Сравнивая два устоявшихся перифраза — «канцелярская крыса» (чиновник) и «труженик моря» (рыбак), — можно увидеть, что лишь первый из них относится к метафорическим, так как слово «крыса» употреблено в переносном смысле, в то время как во втором оба существительных используются в их основном значении.
По частотности употребления перифразы можно разделить на индивидуально-авторские и общеязыковые, прочно вошедшие в лексикон, такие, например, как «слабый пол», «братья наши меньшие», «люди в белых халатах», «страна восходящего солнца», «третий Рим». В ряде случаев можно проследить литературные корни индивидуально-авторских перифразов. Так, благодаря А. С. Пушкину в русский язык вошли такие перифразы, как «медный всадник» (памятник Петру I на Сенатской площади), «адмиралтейская игла» (шпиль здания Адмиралтейства в Санкт-Петербурге), «полудержавный властелин» (А. Д. Меншиков) и др.
По наличию или отсутствию в тексте перифразируемого слова перифразы разделяют на зависимые и самостоятельные. Так, в строках А. С. Пушкина «Меж тем в лазурных небесах плывет луна, царица ночи» перифраз «царица ночи» поясняется основным словом «луна». Зачастую зависимый перифраз требует обязательного раскрытия: заголовок статьи «Московский режиссёр ответил на критику в свой адрес» не даёт понимания, о ком именно идёт речь — для этого требуется расшифровка перифраза в тексте. Самостоятельные перифразы, не имеющие подобных пояснений, требуют от читателя или слушателя интеллектуальных усилий и определённого кругозора. Например, использованный в стихотворении Г. Р. Державина «Мой истукан» перифраз «искусство Праксителя» может быть правильно понят лишь в том случае, когда читатель знает, что Пракситель был древнегреческим скульптором, а значит, автор имеет в виду скульптуру, искусство ваяния.

## Применение перифразов
Перифразы в литературной речи служат средством художественной выразительности. Наиболее употребительными они были в XVIII — начале XIX вв., когда простые слова считались непоэтическими. Так, многочисленные перифразы использует в своих стихах М. В. Ломоносов: «прекрасное светило» (Солнце), «гремящие перуны» (молнии), «тезоименны Дед и Внук» (Иван III и Иван IV) и др. В стихотворении «Перед гробницею святой» А. С. Пушкин ни разу не называет имени М. И. Кутузова, но описывает его в развёрнутом перифразе:

Под ними спит сей властелин,

Сей идол северных дружин,

Маститый страж страны державной,

Смиритель всех её врагов,

Сей остальной из стаи славной

Екатерининских орлов.
— А. С. Пушкин, «Перед гробницею святой», 1831
В аффективной речи (ораторской, разговорной) перифраз служит для усиления воздействия высказывания на адресата: «хватит языком трепать!» (вместо «болтать»), «посмотрите, что утверждают завравшиеся писаки» (журналисты).
Как в художественной, так и в деловой речи перифразы позволяют избежать повторений. Например, в тексте научной рецензии: «Работа И. Иванова оставляет хорошее впечатление. Молодой учёный сумел показать… Автор работы утверждает…»
Поскольку перифразы, как правило, концентрируются на каком-либо одном признаке, в них может содержаться оценка обозначаемого объекта. Так, в журнальной статье о животных слово лев может быть заменено нейтральным перифразом («представитель семейства кошачьих»), негативным («безжалостный африканский хищник») или позитивным («властитель саванны», «царь зверей», «величественное животное»). Таким образом, перифразы могут нести как мелиоративную (восхваляющую, положительно-оценочную), так и пейоративную (отрицательно-оценочную) функции. Это свойство перифразов активно применяется в публицистике, общественно-политической речи.
В официально-деловой речи перифразы могут употребляться для того, чтобы избежать прямого именования объекта, события или придать ему нейтральный характер: «полиция пресекла беспорядки», «по заявлению приняты соответствующие меры».
Кроме того, перифразы могут выступать в роли эвфемизма: «выставить себя в худшем свете» (опозориться), «облегчить себе нос» (высморкаться) или же дисфемизма: «набить брюхо» (поесть), «воротить морду» (отказываться).

## Перифразы известных лиц
В русском языке сложились многочисленные устойчивые перифразы известных исторических личностей. Так, опросы показывают высокую степень узнаваемости таких перифразов, как:
- отец русской авиации (Н. Е. Жуковский),
- отец русского радио (А. С. Попов),
- отец русской космонавтики (К. Э. Циолковский),
- создатель русского театра (Ф. Г. Волков),
- великий кобзарь (Т. Г. Шевченко),
- вождь мирового пролетариата (В. И. Ленин),
- вождь всех времён и народов (И. В. Сталин),
- великий кормчий (Мао Цзэдун),
- буревестник революции (М. Горький),
- всесоюзный староста (М. И. Калинин),
- маршал Победы (Г. К. Жуков),
- архитектор перестройки (М. С. Горбачёв),
- железная леди (М. Тэтчер) и др.